# Гремешть (комуна)
Гремешть, Гремешті (рум. Grămești) — комуна у повіті Сучава в Румунії. До складу комуни входять такі села (дані про населення за 2002 рік):
- Белінешть (551 особа)
- Ботошаніца-Міке (285 осіб)
- Вербія (172 особи)
- Гремешть (1955 осіб)
- Рудешть (138 осіб)

Комуна розташована на відстані 386 км на північ від Бухареста, 30 км на північ від Сучави, 137 км на північний захід від Ясс.

## Населення
За даними перепису населення 2002 року у комуні проживала 3101 особа.
Національний склад населення комуни:
| Національність   | Кількість осіб | Відсоток |
| ---------------- | -------------- | -------- |
| румуни           | 3099           | 99,9%    |
| українці         | 1              | < 0,1%   |
| росіяни-липовани | 1              | < 0,1%   |

Рідною мовою назвали:
| Мова      | Кількість осіб | Відсоток |
| --------- | -------------- | -------- |
| румунська | 3100           | > 99,9%  |
| російська | 1              | < 0,1%   |

Склад населення комуни за віросповіданням:
| Релігія            | Кількість осіб | Відсоток |
| ------------------ | -------------- | -------- |
| православні        | 3079           | 99,3%    |
| п'ятдесятники      | 21             | 0,7%     |
| не вказали релігію | 1              | < 0,1%   |